# Franz von Holub
Franz Holub (od roku 1917 Franz von Holub, 8. května 1865 Praha – 28. října 1924 Vídeň) byl rakousko-uherský námořní důstojník. Na konci první světové války byl spolu s Miklósem Hortym posledním velitelem rakousko-uherského námořnictva (německy k.u.k. Kriegsmarine).

## Život
Narodil se 8. května 1865 v Praze v rodině Franze Holuba a Pauliny rozené Piette. 1. července 1882 nastoupil jako kadet u Námořní akademie v Rijece. Od roku 1905 působil na Námořní dělostřelecké škole. Roku 1909 se stal hlavním velitelem dělostřelectva Jaderské flotily. Roku 1910 byl převelen na Námořní oddělení Ministerstva války (Marinesektion im Kriegsministerium), kde byl roku 1912 byl jmenován šéfem technického oddělení. Roku 1913 převzal velení vlajkové lodi rakousko-uherského námořnictva SMS Viribus Unitis. Krátce po vstupu Itálie do války v květnu 1915 se zúčastnil útoku rakousko-uherského loďstva na italské pobřeží a ostřelování přístavu Ancona. Roku 1916 byl převelen do Puly, kde zastával pozici náčelníka štábu velitele loďstva admirála Maximiliána Njegovana.
Začátkem roku 1918 došlo vinou špatného zásobování k řadě nepokojů mezi posádkami rakousko-uherského loďstva. Vzhledem ke špatné situaci odvolal císař Karel I. admirála Njegovana ze všech funkcí. Velitelem loďstva byl nově jmenován kontradmirál Miklós Horty. Franz von Holub byl jmenován šéfem Námořního oddělení Ministerstva války (Chef der Marinesektion). V této funkci působil až do konce války.
Koncem roku 1918 odešel do výslužby. Později požádal o československé občanství. Roku 1919 je Čsl. armádou evidován jako viceadmirál ve výslužbě. Zemřel ve Vídni 28. října 1924.

## Hodnostní postup
- červenec 1882, námořní kadet
- listopad 1887, námořní praporčík (Seefähnrich)
- listopad 1893, poručík řadové lodi II. třídy (Linienschiffsleutnant)
- listopad 1897, poručík řadové lodi I. třídy
- listopad 1906, korvetní kapitán (Korvettenkapitän)
- květen 1909, fregatní kapitán (Fregattenkapitän)
- leden 1912, kapitán řadové lodi (Linienschiffskapitän)
- červen 1915, kontradmirál[1]
- červen 1918, viceadmirál[1]

## Vyznamenání
- 1910 Vojenský záslužný kříž
- 1913 rytířský kříž Řádu Železné koruny III. třídy
- 1917 rytířský kříž Leopoldova řádu s válečnou dekorací, zároveň získal i šlechtický titul